# 德米特里夫卡 (別爾江斯克區)
46°50′21″N 36°34′18″E / 46.83917°N 36.57167°E

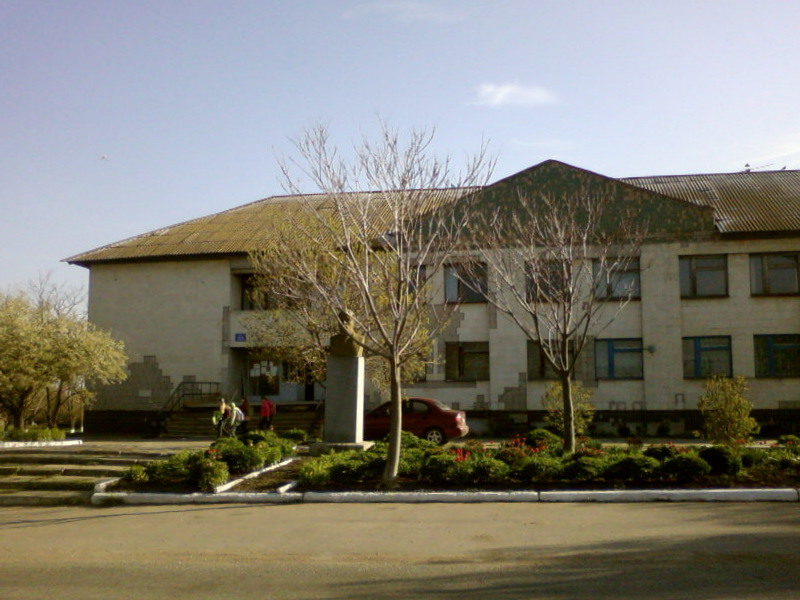

德米特里夫卡（烏克蘭語：Дмитрівка），亦译为德米特罗夫卡，是位於烏克蘭東南部的村莊，由扎波羅熱州別爾江斯克區的安德里伊夫卡市鎮負責管轄。該村始建於1861年，面積6.44平方公里，海拔高度25米，2001年人口2,396，人口密度每平方公里371.9人。